# سعيد عبده
سعيد عبده (1901 - 1983)، هو طبيب أديب وكاتب وشاعر مصري، من رواد الأدب السياسي في مصر.
ولد  بالدقهلية عام 1901م، وحاز على شهادة الطب الأولية عام 1930م من جامعة القاهرة كما حصل على دبلوم الصحة العامة وطب المناطق الحارة عام 1939م. عمل في المؤسسات والكليات الطبية في مصر، وعمل أستاذاً للطب الوقائي بجامعات عين شمس والقاهرة وبغداد. كما كان خبيرا بهيئة الصحة العالمية. هذا إلى حانب عمله في العديد من الصحف والمجلات في مصر، بداية من مجلة «سفور» ونهاية «بأخبار اليوم» كما كتب في «مجلة الصباح» والسياسة و «روز اليوسف» وتولى تحرير «آخر ساعة». وارتبط في أذهان القراء بسلسلة مقالاته الطبية عبر بابه الصحفي الشهير «خذعوك فقالوا» الذي كان يتناول الجوانب الطبية والصحية التي درج عليها الناس ويرى أنها لم تكن صحية.
وكتب كثيرا في قضايا السياسة والاجتماع والنفس والشعر والقصة والأدب والطب، كما نشر مقالات في جريدة السياسة، وكان له باب طبي ثابت في جريدة «اخبار اليوم المصرية» بعنوان «خذعوك فقالوا».

## من مؤلفاته
له عديد من المؤلفات منها:
- «هياكل في الريف»
- ومن أبرز كتاباته السياسية قبل الثورة كتاب: «خطابات مفتوحة إلى العظماء والصعاليك».
- ومن أبرز قصصه:
  - «الجمعة اليتيمة»
  - «فاتنة الشيطان»
- «الملايين الأربعة» (ترجمة).

## وصلات خارجية
- صفحة كتبه على موقع كودريدرز.